# Освальдо Віскаррондо
Освальдо Віскаррондо (ісп. Oswaldo Vizcarrondo; нар. 31 травня 1984, Каракас) — венесуельський футболіст, що грав на позиції захисника, по завершенні кар'єри — тренер.
Виступав, зокрема, за клуб «Ланус», а також національну збірну Венесуели.

## Клубна кар'єра
Народився 31 травня 1984 року в місті Каракас. Вихованець футбольної школи клубу «Каракас».
У професійному футболі дебютував 2001 року виступами за другу команду цього ж клубу, а з наступного року став гравцем головної команди «Каракаса». Відіграв за цю команду наступні шість сезонів. Частину 2007 року провів в аргентинському «Росаріо Сентраль», в якому не заграв. 
Згодом з 2008 по 2012 рік грав у складі команд клубів «Олімпія» (Асунсьйон), «Депортіво Ансоатегі», «Олімпо» та «Америка».
Своєю грою за останню команду привернув увагу представників тренерського штабу клубу «Ланус», до складу якого приєднався на умовах оренди 2012 року. Відіграв за команду з Лануса наступний сезон своєї ігрової кар'єри. Більшість часу, проведеного у складі «Лануса», був основним гравцем захисту команди.
До складу клубу «Нант» приєднався 2013 року. Відіграв за команду з Нанта 122 матчі в національному чемпіонаті.
З 2017 по 2019 роки виступав за французький клуб «Труа», після чого ще один сезон провів в аматорському футболі та завершив кар'єру гравця у 2021 році.

## Виступи за збірну
2004 року дебютував в офіційних матчах у складі національної збірної Венесуели. Наразі провів у формі головної команди країни 75 матчів, забивши 8 голів.
У складі збірної був учасником Кубка Америки 2007 року у Венесуелі, Кубка Америки 2011 року в Аргентині, Кубка Америки 2015 року у Чилі, Кубка Америки 2016 року у США.

## Тренерська кар'єра
У 2022 році очолив жіночу команду «Нант».
У 2023 році працював асистентом головного тренера футбольного клубу «Нант».
З 2023 року асистент головного тренера, а згодом головний тренер юнацької збірної Венесуели U-17. З 2024 року також головний тренер юнацької збірної Венесуели U-15.
| Дата       | Місто                   | Господарі      | Результат | Гості      | Турнір                          | Голи | Примітки |
| ---------- | ----------------------- | -------------- | --------- | ---------- | ------------------------------- | ---- | -------- |
| 10-03-2004 | Маракайбо               | Венесуела      | 2 – 1     | Гондурас   | товариський матч                | -    |          |
| 28-04-2004 | Кінгстон                | Ямайка         | 2 – 1     | Венесуела  | товариський матч                | -    | 72'      |
| 05-05-2006 | Пасадена                | Мексика        | 1 – 0     | Венесуела  | товариський матч                | -    |          |
| 27-05-2006 | Східний Рутерфорд       | США            | 2 – 0     | Венесуела  | товариський матч                | -    |          |
| 16-08-2006 | Маракай                 | Венесуела      | 0 – 0     | Гондурас   | товариський матч                | -    | 65'      |
| 01-09-2006 | Базель                  | Швейцарія      | 1 – 0     | Венесуела  | товариський матч                | -    |          |
| 06-09-2006 | Базель                  | Австрія        | 0 – 1     | Венесуела  | товариський матч                | -    |          |
| 27-09-2006 | Маракайбо               | Венесуела      | 1 – 0     | Уругвай    | товариський матч                | -    | 78'      |
| 18-10-2006 | Монтевідео              | Уругвай        | 4 – 0     | Венесуела  | товариський матч                | -    |          |
| 14-01-2007 | Маракайбо               | Венесуела      | 2 – 0     | Швеція     | товариський матч                | -    |          |
| 07-02-2007 | Маракайбо               | Венесуела      | 0 – 1     | Чилі       | товариський матч                | -    | 57'      |
| 01-03-2007 | Сан-Дієго               | Мексика        | 3 – 1     | Венесуела  | товариський матч                | -    |          |
| 25-05-2007 | Мерида                  | Венесуела      | 2 – 1     | Гондурас   | товариський матч                | -    |          |
| 30-04-2008 | Барранкілья             | Колумбія       | 5 – 2     | Венесуела  | товариський матч                | -    | 68'      |
| 12-08-2009 | Східний Рутерфорд       | Колумбія       | 1 – 2     | Венесуела  | товариський матч                | 1    |          |
| 06-09-2009 | Макуль                  | Чилі           | 2 – 2     | Венесуела  | Відбір до ЧС 2010               | -    | 14'      |
| 10-09-2009 | Пуерто-ла-Крус          | Венесуела      | 3 – 1     | Перу       | Відбір до ЧС 2010               | -    |          |
| 11-10-2009 | Сан-Кристобаль          | Венесуела      | 1 – 2     | Парагвай   | Відбір до ЧС 2010               | -    |          |
| 14-10-2009 | Кампу-Гранді            | Бразилія       | 0 – 0     | Венесуела  | Відбір до ЧС 2010               | -    | 55'      |
| 03-03-2010 | Кабударе                | Венесуела      | 1 – 2     | Панама     | товариський матч                | -    |          |
| 20-05-2010 | Ораньєстад              | Аруба          | 0 – 3     | Венесуела  | товариський матч                | -    |          |
| 30-05-2010 | Мерида                  | Венесуела      | 1 – 1     | Канада     | товариський матч                | -    |          |
| 11-08-2010 | Панама                  | Панама         | 3 – 1     | Венесуела  | товариський матч                | 1    |          |
| 04-09-2010 | Пуерто-ла-Крус          | Венесуела      | 0 – 2     | Колумбія   | товариський матч                | -    |          |
| 07-10-2010 | Санта-Крус-де-ла-Сьєрра | Болівія        | 1 – 3     | Венесуела  | товариський матч                | 1    |          |
| 13-10-2010 | Сьюдад-Хуарес           | Мексика        | 2 – 2     | Венесуела  | товариський матч                | -    |          |
| 10-02-2011 | Пуерто-ла-Крус          | Венесуела      | 2 – 2     | Коста-Рика | товариський матч                | -    |          |
| 16-03-2011 | Сан-Хуан                | Аргентина      | 4 – 1     | Венесуела  | товариський матч                | -    |          |
| 26-03-2011 | Монтего-Бей             | Ямайка         | 0 – 2     | Венесуела  | товариський матч                | -    | 17'      |
| 30-03-2011 | Мехіко                  | Мексика        | 1 – 1     | Венесуела  | товариський матч                | 1    |          |
| 11-06-2011 | Сан-Хосе                | Мексика        | 0 – 3     | Венесуела  | товариський матч                | 1    |          |
| 03-07-2011 | Ла-Плата                | Бразилія       | 0 – 0     | Венесуела  | Копа Америка 2011               | -    |          |
| 09-07-2011 | Сальта                  | Венесуела      | 1 – 0     | Еквадор    | Копа Америка 2011               | -    |          |
| 14-07-2011 | Сальта                  | Парагвай       | 3 – 3     | Венесуела  | Копа Америка 2011               | -    |          |
| 18-07-2011 | Сан-Хуан                | Чилі           | 1 – 2     | Венесуела  | Копа Америка 2011               | 1    |          |
| 21-07-2011 | Буенос-Айрес            | Парагвай       | 5 – 3     | Венесуела  | Копа Америка 2011               | -    |          |
| 23-07-2011 | Ла-Плата                | Перу           | 4 – 1     | Венесуела  | Копа Америка 2011               | -    |          |
| 02-09-2011 | Колката                 | Венесуела      | 0 – 1     | Аргентина  | товариський матч                | -    |          |
| 12-10-2011 | Пуерто-ла-Крус          | Венесуела      | 1 – 0     | Аргентина  | Відбір до ЧС 2014               | -    |          |
| 12-11-2011 | Барранкілья             | Колумбія       | 1 – 1     | Венесуела  | Відбір до ЧС 2014               | -    |          |
| 16-11-2011 | Сан-Кристобаль          | Венесуела      | 1 – 0     | Болівія    | Відбір до ЧС 2014               | 1    |          |
| 29-02-2012 | Малага                  | Іспанія        | 5 – 0     | Венесуела  | товариський матч                | -    |          |
| 24-05-2012 | Пуерто-Ордас            | Венесуела      | 4 – 0     | Молдова    | товариський матч                | 1    |          |
| 02-06-2012 | Монтевідео              | Уругвай        | 1 – 1     | Венесуела  | Відбір до ЧС 2014               | -    |          |
| 10-06-2012 | Сан-Кристобаль          | Венесуела      | 0 – 2     | Чилі       | Відбір до ЧС 2014               | -    | 67'      |
| 08-09-2012 | Ліма                    | Перу           | 2 – 1     | Венесуела  | Відбір до ЧС 2014               | -    |          |
| 12-09-2012 | Асунсьйон               | Парагвай       | 0 – 2     | Венесуела  | Відбір до ЧС 2014               | -    | 63'      |
| 15-11-2012 | Сан-Кристобаль          | Венесуела      | 1 – 3     | Нігерія    | товариський матч                | -    |          |
| 23-03-2013 | Буенос-Айрес            | Аргентина      | 3 – 0     | Венесуела  | Відбір до ЧС 2014               | -    |          |
| 27-03-2013 | Пуерто-Ордас            | Венесуела      | 1 – 0     | Колумбія   | Відбір до ЧС 2014               | -    |          |
| 12-06-2013 | Пуерто-Ордас            | Венесуела      | 0 – 1     | Уругвай    | Відбір до ЧС 2014               | -    |          |
| 15-08-2013 | Пуерто-ла-Крус          | Венесуела      | 2 – 2     | Болівія    | товариський матч                | -    |          |
| 07-09-2013 | Сантьяго                | Чилі           | 3 – 0     | Венесуела  | Відбір до ЧС 2014               | -    | 18'      |
| 11-09-2013 | Пуерто-ла-Крус          | Венесуела      | 3 – 2     | Перу       | Відбір до ЧС 2014               | -    |          |
| 11-10-2013 | Сан-Кристобаль          | Венесуела      | 1 – 1     | Парагвай   | Відбір до ЧС 2014               | -    |          |
| 06-03-2014 | Сан-Педро-Сула          | Гондурас       | 2 – 1     | Венесуела  | товариський матч                | -    |          |
| 05-09-2014 | Пучхон                  | Південна Корея | 3 – 1     | Венесуела  | товариський матч                | -    |          |
| 09-09-2014 | Йокогама                | Японія         | 2 – 2     | Венесуела  | товариський матч                | -    |          |
| 15-11-2014 | Талькауано              | Чилі           | 5 – 0     | Венесуела  | товариський матч                | -    |          |
| 19-11-2014 | Ла-Пас                  | Болівія        | 3 – 2     | Венесуела  | товариський матч                | -    | 46'      |
| 27-03-2015 | Монтего-Бей             | Ямайка         | 2 – 1     | Венесуела  | товариський матч                | -    | 81'      |
| 01-04-2015 | Форт-Лодердейл          | Перу           | 0 – 1     | Венесуела  | товариський матч                | -    |          |
| 14-06-2015 | Ранкагуа                | Колумбія       | 0 – 1     | Венесуела  | Копа Америка 2015               | -    | 83'      |
| 19-06-2015 | Вальпараїсо             | Перу           | 1 – 0     | Венесуела  | Копа Америка 2015               | -    |          |
| 21-06-2015 | Макуль                  | Бразилія       | 2 – 1     | Венесуела  | Копа Америка 2015               | -    |          |
| 04-09-2015 | Пуерто-Ордас            | Венесуела      | 0 – 3     | Гондурас   | товариський матч                | -    |          |
| 08-09-2015 | Пуерто-Ордас            | Венесуела      | 1 – 1     | Панама     | товариський матч                | -    | 84' 80'  |
| 08-10-2015 | Пуерто-Ордас            | Венесуела      | 0 – 1     | Парагвай   | Відбір до ЧС 2018               | -    |          |
| 14-10-2015 | Форталеза               | Бразилія       | 3 – 1     | Венесуела  | Відбір до ЧС 2018               | -    | 32'      |
| 17-11-2015 | Пуерто-Ордас            | Венесуела      | 1 – 3     | Еквадор    | Відбір до ЧС 2018               | -    |          |
| 25-03-2016 | Ліма                    | Перу           | 2 – 2     | Венесуела  | Відбір до ЧС 2018               | -    |          |
| 30-03-2016 | Баринас                 | Венесуела      | 1 – 4     | Чилі       | Відбір до ЧС 2018               | -    |          |
| 28-05-2016 | Сан-Хосе                | Коста-Рика     | 2 – 1     | Венесуела  | товариський матч                | -    | 77'      |
| 2-6-2016   | Форт-Лодердейл          | Венесуела      | 1 – 1     | Гватемала  | товариський матч                | -    |          |
| 5-6-2016   | Чикаго                  | Ямайка         | 0 – 1     | Венесуела  | Копа Америка 2016 - 1-й етап    | -    | 75'      |
| 10-6-2016  | Філадельфія             | Уругвай        | 0 – 1     | Венесуела  | Копа Америка 2016 - 1-й етап    | -    |          |
| 19-6-2016  | Фоксборо                | Аргентина      | 4 – 1     | Венесуела  | Копа Америка 2016 - чвертьфінал | -    |          |
| 1-9-2016   | Барранкілья             | Колумбія       | 2 – 0     | Венесуела  | Відбір до ЧС 2018               | -    | 83'      |
| 7-9-2016   | Мерида                  | Венесуела      | 2 – 2     | Аргентина  | Відбір до ЧС 2018               | -    |          |
| 7-10-2016  | Монтевідео              | Уругвай        | 3 – 0     | Венесуела  | Відбір до ЧС 2018               | -    | 65'      |
| 11-11-2016 | Матурін                 | Венесуела      | 5 – 0     | Болівія    | Відбір до ЧС 2018               | -    |          |
| 15-11-2016 | Кіто                    | Еквадор        | 3 – 0     | Венесуела  | Відбір до ЧС 2018               | -    | 70'      |
| Усього     |                         | Матчів         | 81        |            | Голів                           | 8    |          |